# Митропольский, Николай Афанасьевич
Николай Афанасьевич Митропольский (1847—1918) — российский врач-терапевт, заслуженный профессор Московского университета, декан медицинского факультета Московского университета (1914—1918).

## Биография
Родился в 1847 году в семье священника. Его брат, Андрей Афанасьевич (1862? — 1902), был известным тверским краеведом, членом ТУАК, преподавателем Тверской духовной семинарии на кафедре истории церкви.
Окончил медицинский факультет Московского университета — ученик Г. А. Захарьина. Защитил диссертацию «Введение к систематическому изложению болезней человеческого организма. Классификация болезней.» (1882) на степень доктора медицины. Начал службу в Московском университете ассистентом в терапевтической клинике у Г. А. Захарьина (1886); с 1890-х годов вёл занятия со студентами. Ординарный профессор кафедры частной патологии и терапии (1909) и заведующий терапевтическим отделением общей клинической амбулатории им. В. А. Алексеевой (сменив на этой должности профессора К. М. Павлинова). Заслуженный профессор Московского университета (1912). Декан медицинского факультета Московского университета (1914—1918).